# North East Humanists

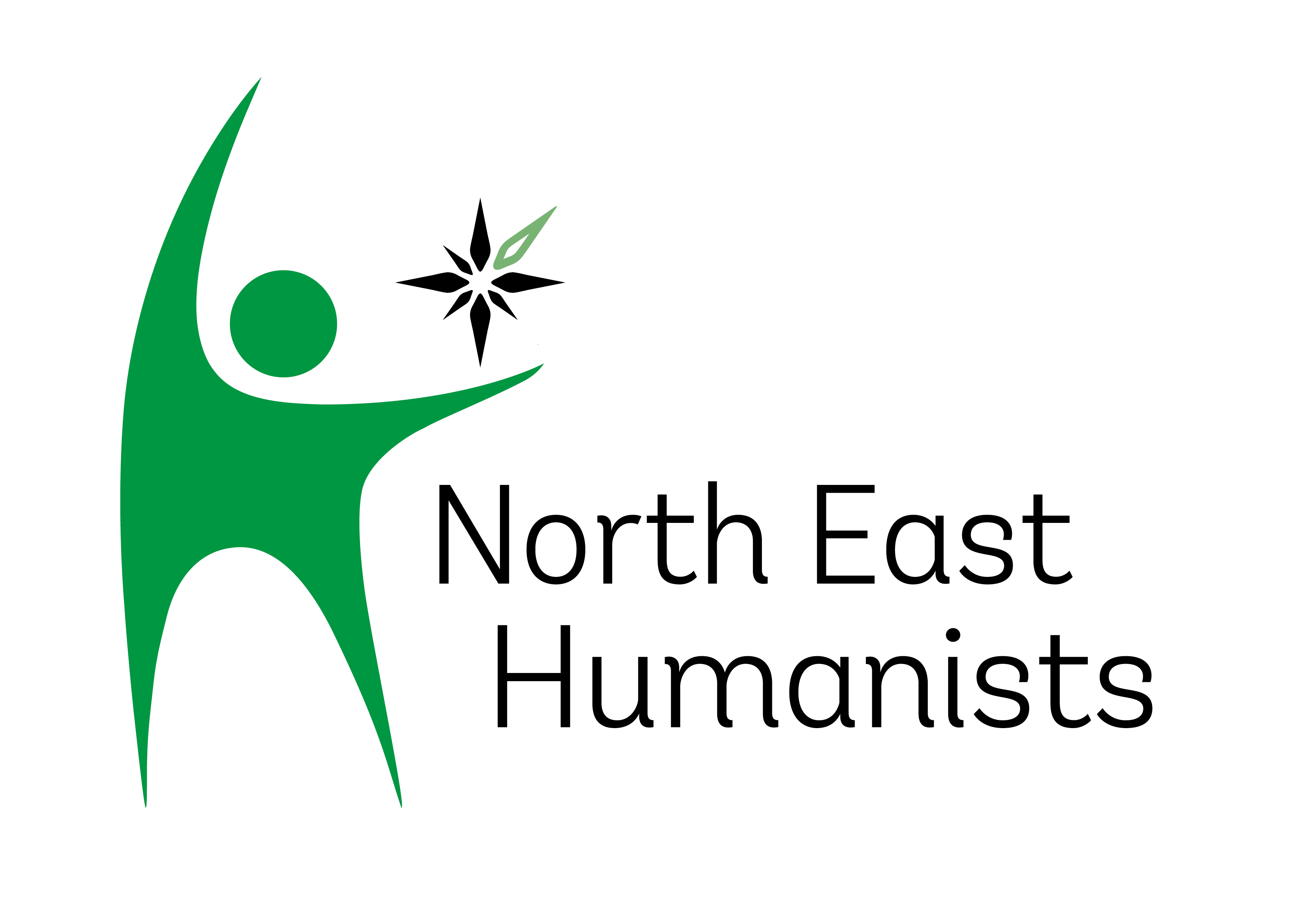
NEH est un organisme de bienfaisance, composé de plus de 200 membres, et est le plus grand groupe humaniste régional au Royaume-Uni. Le groupe est impliqué dans un large éventail d’activités.

Le groupe Tyneside des North East Humanists (NEH - en français Humanistes du Nord-Est) a été fondé le 17 septembre 1957. Le groupe a adopté le nom de North East Humanists en 1997, après avoir fusionné avec le groupe Teesside Humanist. 
NEH est un organisme de bienfaisance, composé de plus de 200 membres, et est le plus grand groupe humaniste régional au Royaume-Uni. Le groupe est impliqué dans un large éventail d’activités. NEH s'intéresse aux valeurs et aux questions morales d'un point de vue non religieux, et à la réalisation d'une société plus ouverte, juste et bienveillante. 
Pour marquer le 50e anniversaire de la fondation du NEH, le groupe a tenu une conférence conjointe avec l'Université de Newcastle. Le 4 octobre 2007, Anthony Grayling a donné une conférence sur «La raison et le bien», dans laquelle il a exploré la vision (enracinée dans la pensée aristotélicienne) selon laquelle la réflexion et le choix, expressions de l'exercice de la raison, sont essentiels à la bonne vie, à la fois le sens que nous lui donnons et la valeur que nous y trouvons. 

## Travail de bienfaisance
NEH est devenu un organisme de bienfaisance enregistré en février 2006, leurs objectifs déclarés sont : 
- La promotion de l'humanisme, une position de vie éthique non religieuse;
- L'avancement de la connaissance publique des valeurs et des croyances humanistes;
- La promotion de la solidarité entre les humanistes aux niveaux local, régional, national et international, en favorisant les interactions sociales entre eux et en favorisant les liens sociaux, intellectuels et culturels entre les humanistes et la société en général;
- La promotion des actes de bienfaisance ayant des valeurs compatibles avec l'humanisme.

Le groupe dispose d'un comité de collecte de fonds qui effectue des recherches sur des causes caritatives compatibles avec la pensée humaniste, et organise des événements afin de collecter des fonds pour ces œuvres. 

### Lycée Isaac Newton
Le groupe soutient le lycée Isaac Newton du village de Kateera, près de Masaka, en Ouganda. L’école a été fondée par Peter Kisirinya, membre de l’Ouganda Humanist Association, qui fait partie de l’Union internationale humaniste et éthique. Il a acheté un terrain et construit les deux premières salles de classe avec des fonds donnés par sa famille et ses amis. 

## Cérémonies non religieuses
Reconnaissant le fait que ceux qui choisissent de vivre sans religion souhaitent toujours marquer publiquement des événements importants de leur vie, l'association met les gens en contact célébrants, qui permettent de célébrer des mariages non religieux ou des funérailles. 